# Pile à combustible à acide phosphorique

Schéma d'une pile à combustible à acide phosphorique

Les piles à combustible à acide phosphorique (ou PAFC de l'anglais phosphoric acid fuel cells) sont un type de pile à combustible qui utilise l'acide phosphorique comme électrolyte. 

## Description
Les électrodes sont constituées de papier carbone enduit de platine finement dispersé (catalyseur), ce qui les rend relativement peu chère à produire. Ces piles ne sont pas affectées par les impuretés de dioxyde de carbone dans la vapeur d'hydrogène. L'acide phosphorique se solidifie à une température de 40 °C (soit 313 K), rendant difficile le démarrage de ces piles et restreignant les PAFC aux fonctionnements en continu.
Cependant, dans une gamme de fonctionnement de 150 à 200 °C (de 423 à 473 K), l'eau produite peut être convertie en vapeur pour le chauffage de l'air et de l'eau. Les PAFC sont habituellement utilisées dans des applications stationnaires (c'est-à-dire en régime continu et stable) avec un rendement énergétique combiné proche de 80 %, et elles continuent à dominer le marché des piles à combustibles sur sites.